# Werra-Meißner-Kreis
Werra-Meißner-Kreis je okrug u njemačkoj pokrajini Hessen. Po popisu iz 2008. 105.732 stanovnika živi u okrugu površine 1.024,7 km².

## Gradovi i općine u okrugu
| Gradovi | Općine |
| --- | --- |
| 1. Bad Sooden-Allendorf 2. Eschwege 3. Großalmerode 4. Hessisch Lichtenau 5. Sontra 6. Waldkappel 7. Wanfried 8. Witzenhausen | 1. Berkatal 2. Herleshausen 3. Meinhard 4. Meißner 5. Neu-Eichenberg 6. Ringgau 7. Wehretal 8. Weißenborn |

## Vanjske poveznice
- Službena stranica (njem.)